# Romy Spoelder
Romy Spoelder (2001) es una deportista neerlandesa que compite en triatlón. Ganó una medalla de plata en el Campeonato Mundial de Triatlón Campo a Través de 2024 y una medalla de bronce en el Campeonato Europeo de Triatlón Campo a Través de 2023.

## Palmarés internacional
| Campeonato Mundial | Campeonato Mundial      | Campeonato Mundial | Campeonato Mundial |
| Año                | Lugar                   | Medalla            | Prueba             |
| ------------------ | ----------------------- | ------------------ | ------------------ |
| 2024               | Townsville (Australia)  | Medalla de plata   | Individual         |
| Campeonato Europeo |                         |                    |                    |
| Año                | Lugar                   | Medalla            | Prueba             |
| 2023               | Riva del Garda (Italia) | Medalla de bronce  | Individual         |